# Orlando City SC (2013)
Orlando City Soccer Club is een Amerikaanse voetbalclub uit Orlando, Florida. De club is opgericht op 19 november 2013. De club neemt deel aan de Eastern Conference van de Major League Soccer, het hoogste voetbalniveau in de Verenigde Staten. Het speelt haar thuiswedstrijden in het Inter&Co Stadium.
Orlando City werd in 2015 als eenentwintigste team toegevoegd aan de competitie, als opvolger van de gelijknamige club die tussen 2011 en 2014 in de USL Pro speelde. Het werd daarmee de eerste in Florida gevestigde club sinds Miami Fusion en Tampa Bay Mutiny na afloop van het seizoen 2001 ophielden te bestaan.

## Geschiedenis

### Opbouw
Op 19 november 2013 werd Orlando City officieel aangekondigd als eenentwintigste team van de competitie. Het USL Pro-team zou hiermee ten einde komen. In mei 2014 werd in aanloop naar de start van de deelname aan de Major League Soccer het nieuwe logo van de club gepresenteerd. Een maand later tekende de club haar eerste speler onder een MLS-contract, de voormalig Braziliaans wereldkampioen Kaká. Orlando City ging een samenwerking aan met het Portugese Benfica, wat ze later twee spelers uit het Onder-19 elftal van de Portugezen opleverde. In november 2014 werd Adrian Heath aangekondigd als de eerste hoofdtrainer van de MLS-club met een contract tot het einde van het seizoen 2017. Cyle Larin was de eerste MLS SuperDraft-speler geselecteerd door The Lions.

### Eerste jaren
Orlando City speelde op 8 maart 2015 haar eerste MLS-wedstrijd tegen New York City in de Citrus Bowl onder toeziend oog van 62.510 toeschouwers. De wedstrijd eindigde in 1-1, nadat Kaká in de extra tijd had gescoord. In hun debuutseizoen eindigde Orlando City op de zevende plaats in de Eastern Conference en veertiende over de gehele competitie, waarbij ze een punt te kort kwamen om deel te nemen aan de playoffs om de MLS Cup. Draft-keuze Larin scoorde zeventien goals in zijn debuutseizoen en won de MLS Rookie of the Year Award.
Halverwege het seizoen 2016 werd hoofdtrainer Adrian Heath ontslagen na een reeks tegenvallende resultaten en het vertoonde spel. Hij werd opgevolgd door Jason Kreis, maar die kon niet voorkomen dat Orlando City opnieuw de playoffs mistte.
In 2017 verhuisde de club naar het nieuwe Orlando City Stadium, wat plaats biedt aan 25.500 toeschouwers. Nadat Orlando City opnieuw een moeilijke seizoensstart kende probeerde de club door versterkingen in de zomer het tij te keren. Het mocht niet baten, want de club plaatsten zich wederom niet voor de playoffs. Sterspeler Kaká maakte bekend niet terug te keren bij de club en besloot later definitief te stoppen. Het daaropvolgende seizoen incasseerden de club een recordaantal van 74 tegendoelpunten. Hoofdtrainer Jason Kreis werd na vijftien wedstrijden ontslagen, maar opvolger James O'Connor wist slechts twee van zijn achttien wedstrijden te winnen daarna. Het lukte The Lions dan ook niet zich te kwalificeren voor de MLS Cup-playoffs.

### Nieuw elan
Voormalig hoofdtrainer van de Colorado Rapids en FC Dallas Óscar Pareja werd in aanloop naar het seizoen 2020 gepresenteerd als de nieuwe trainer van Orlando City. Het seizoen werd onderbroken door de uitbraak van het COVID-19-virus en de daardoor genomen maatregelen. De team nam in de zomer van dat jaar deel aan het MLS is Back Tournament, waar het zich wist te plaatsen voor de finale. Deze ging met 2-1 verloren tegen de Portland Timbers. Op 12 augustus werd het seizoen hervat. The Lions wisten de halve finale van de Conference Finals te bereiken, waarin het werd uitgeschakeld door New England Revolution.
In mei 2021 wisselde de club van eigenaar. De complete deal – waartoe ook Orlando Pride, Exploria Stadium en andere voetbalactiviteiten behoorden – werd geschat op vier- tot vijfhonderd miljoen dollar.
Op 7 september 2022 won Orlando City haar eerste prijs als een MLS-club te winnen door USL Championship-club Sacramento Republic met 3-0 te verslaan in de US Open Cup-finale. In de competitie eindigde de club op een zevende plaats in de Conference en dertiende overall.
In 2023 maakte Orlando City voor het eerst haar opwachting in de CONCACAF Champions League, waar het zich voor plaatste door de beker te winnen enkele maanden eerder. Het Mexicaanse Tigres UANL schakelde The Lions uit. Het MLS-seizoen 2023 was voor de club tot dan toe het meest succesvolle. Het team van Óscar Pareja eindigde zowel in de Conference als in de gehele competitie op de tweede plaats, waardoor het net wat te kort kwam om de MLS Supporters' Shield te winnen. Die ging naar FC Cincinnati.

## Erelijst
- US Open Cup

Winnaar: 2022 (1x)
- MLS is Back Cup

Finalist: 2020 (1x)

## Sponsoren
| Periode    | Kledingsponsor | Shirtsponsor   | Shirtsponsor mouw |
| ---------- | -------------- | -------------- | ----------------- |
| 2015–2022  | Adidas         | Orlando Health | geen              |
| 2023–heden | Adidas         | Orlando Health | Apple TV          |

## Stadion

### Citrus Bowl
In het seizoen 2015 speelde de club de thuiswedstrijden spelen in de Citrus Bowl. Het stadion wordt gebruikt omdat het eigen stadion pas in 2016 in gebruik wordt genomen. De Citrus Bowl heeft voornamelijk dienstgedaan als footballstadion.

### Orlando City Stadium
In 2017 maakte de club haar intrede in het eigen Orlando City Stadium. Het stadion heeft een capaciteit  van 25.500.

## Bekende (oud-)Purple Lions

### Spelers
- Júlio Baptista
- Kaká
- Sacha Kljestan
- Nicolás Lodeiro
- Luis Muriel
- Nani
- Antonio Nocerino
- Alexandre Pato
- Mauricio Pereyra
- Donovan Ricketts
- Brek Shea
- Jonathan Spector
- Facundo Torres

### Trainers
- Adrian Heath
- Jason Kreis
- Óscar Pareja